# Пінго
Пінго (кит. спр. 平果市, піньїнь: Píngguŏ Shì) — місто-повіт в Гуансі-Чжуанському автономному районі, складова міста Байсе.

## Географія
Пінго розташовується на сході префектури, лежить на річці Сіцзян.

### Клімат
Місто знаходиться у зоні, котра характеризується вологим субтропічним кліматом. Найтепліший місяць — липень із середньою температурою 28.8 °C. Найхолодніший місяць — січень, із середньою температурою 9.8 °С.
| Клімат Пінго            | Клімат Пінго | Клімат Пінго | Клімат Пінго | Клімат Пінго | Клімат Пінго | Клімат Пінго | Клімат Пінго | Клімат Пінго | Клімат Пінго | Клімат Пінго | Клімат Пінго | Клімат Пінго | Клімат Пінго |
| Показник                | Січ.         | Лют.         | Бер.         | Квіт.        | Трав.        | Черв.        | Лип.         | Серп.        | Вер.         | Жовт.        | Лист.        | Груд.        | Рік          |
| Середній максимум, °C   | 13,9         | 15,5         | 19,1         | 24,8         | 29           | 31,6         | 33,6         | 33,9         | 31,7         | 27,7         | 22,4         | 17,2         | 25           |
| Середня температура, °C | 9,8          | 11,7         | 15,1         | 20,6         | 24,5         | 27,2         | 28,8         | 28,6         | 26,4         | 22,2         | 16,8         | 11,7         | 20,3         |
| Середній мінімум, °C    | 7,1          | 9,1          | 12,4         | 17,5         | 21,3         | 24,1         | 25,4         | 25           | 22,7         | 18,4         | 13,1         | 8,2          | 17           |
| Норма опадів, мм        | 64.5         | 74.1         | 106.5        | 154.7        | 220.3        | 243.6        | 153.9        | 157.1        | 62.9         | 53.3         | 52.7         | 38.6         | 1382.2       |
| Вологість повітря, %    | 77           | 79           | 80           | 81           | 80           | 81           | 77           | 77           | 75           | 72           | 73           | 73           | 77           |
| ----------------------- | ------------ | ------------ | ------------ | ------------ | ------------ | ------------ | ------------ | ------------ | ------------ | ------------ | ------------ | ------------ | ------------ |
| Джерело: data.cma.cn    |              |              |              |              |              |              |              |              |              |              |              |              |              |